# Lotnisko Bydgoszcz-Biedaszkowo
Lotnisko Bydgoszcz-Biedaszkowo – niekontrolowane cywilno-sportowe lotnisko w Bydgoszczy, będące w posiadaniu Aeroklubu Bydgoskiego. Znajduje się w tym samym kompleksie, co Międzynarodowy Port Lotniczy w Bydgoszczy, jednak posiada oddzielny dojazd i wejście główne od strony Biedaszkowa.
Posiada nieczynną betonową drogą startową o wymiarach 1000 × 50 m na kierunku 13/31. Używane są oboczne pasy trawiaste o wymiarach 650 × 100, 650 × 100 i 590 × 100 m. Z lotniska operują samoloty i szybowce Aeroklubu Bydgoskiego oraz prywatne samoloty. Przez długi okres przy Aeroklubie Bydgoskim stacjonował śmigłowiec Lotniczego Pogotowia Ratunkowego.

## Galeria

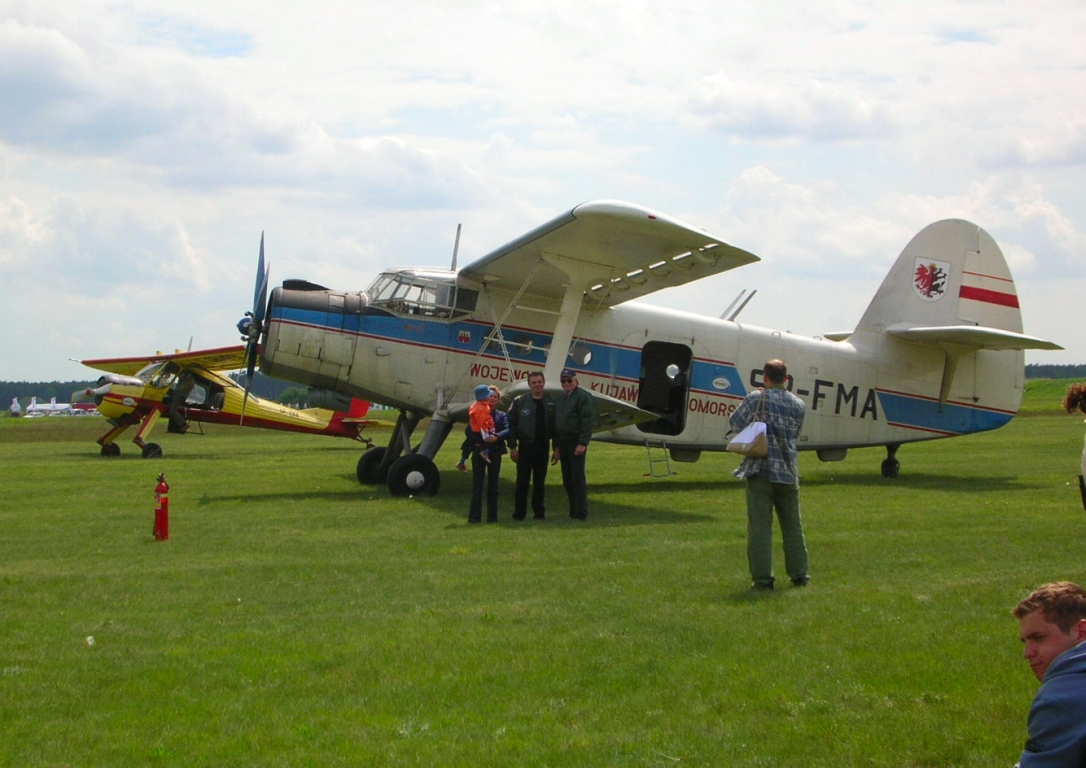
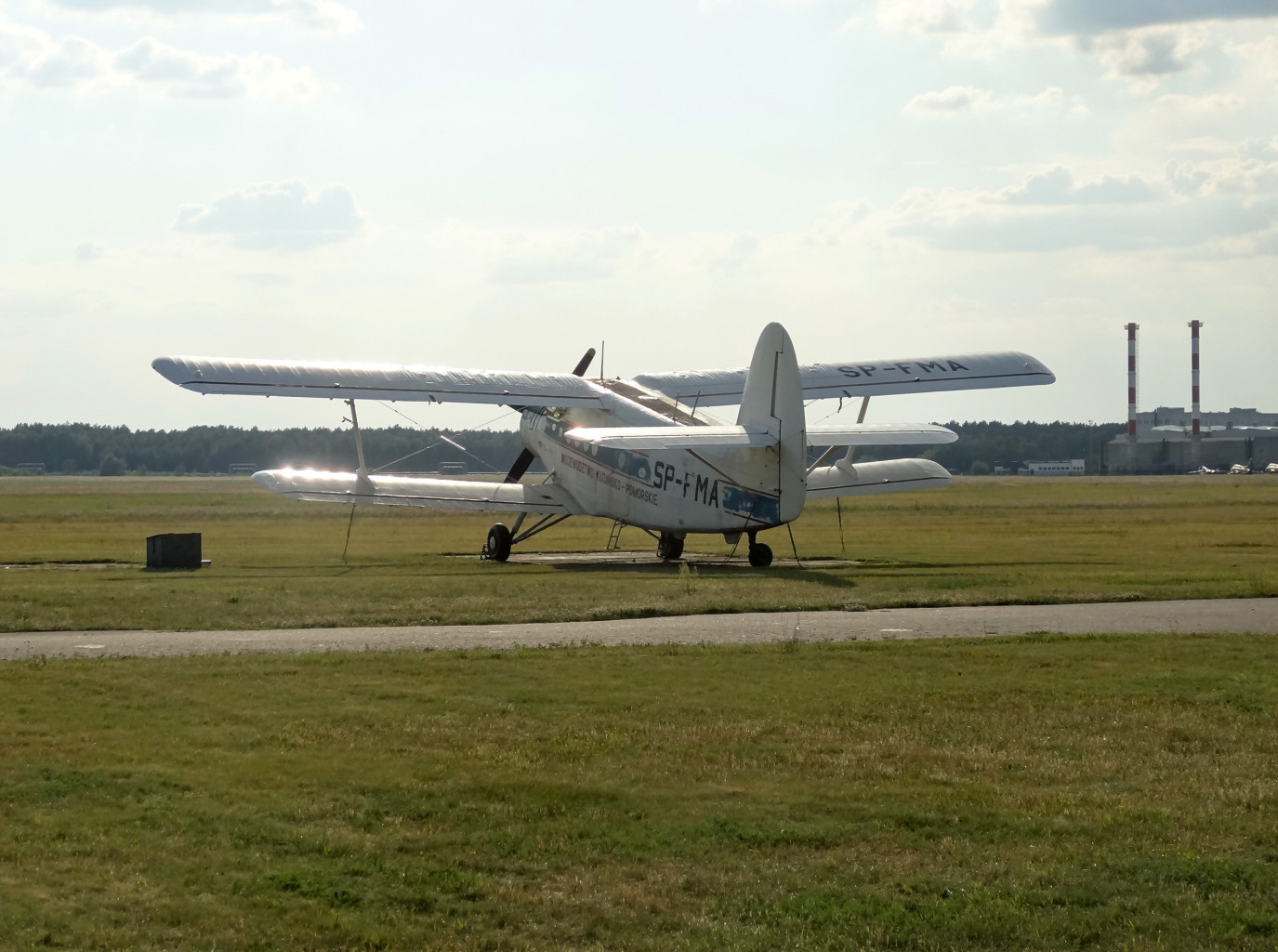
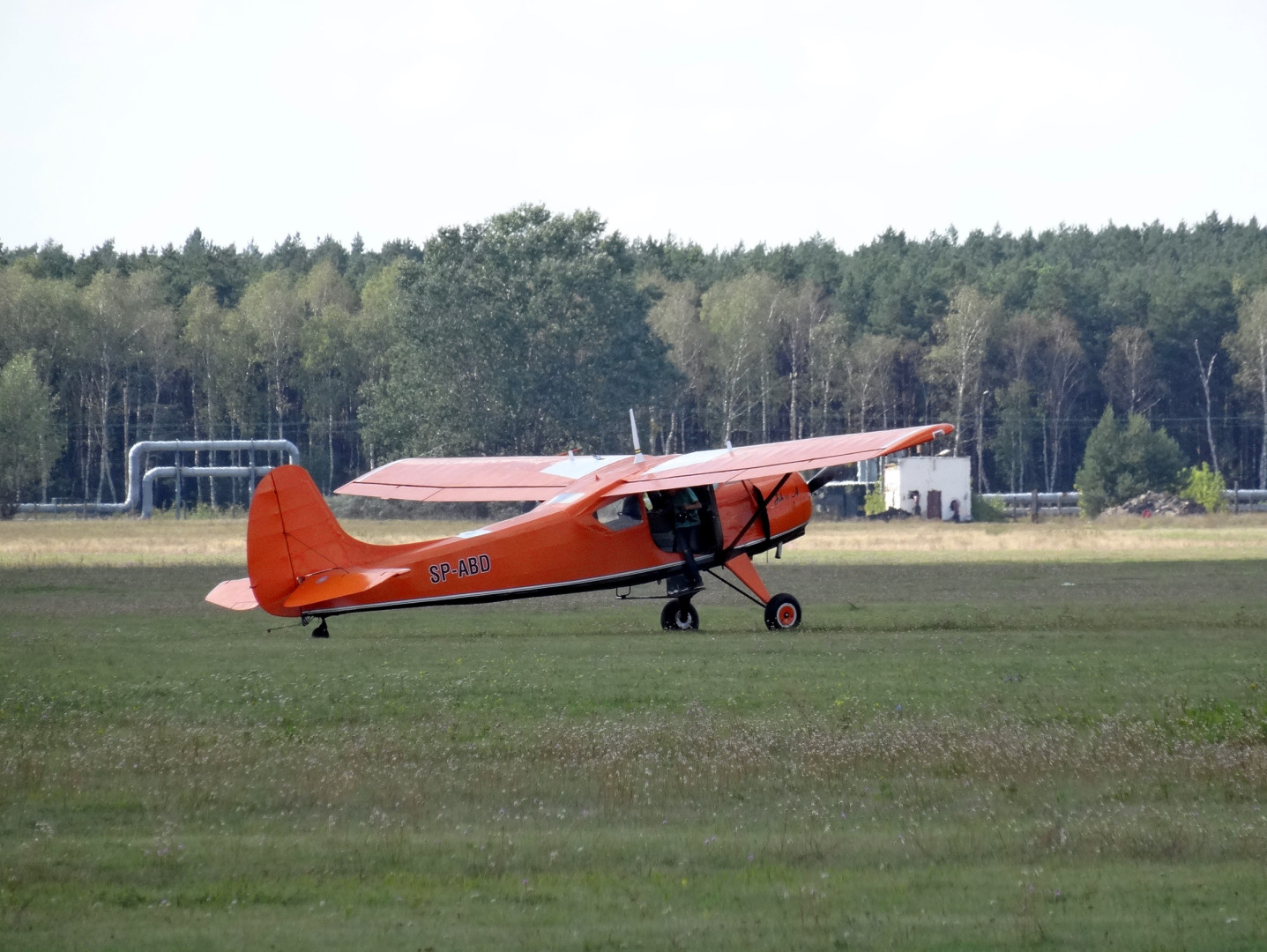
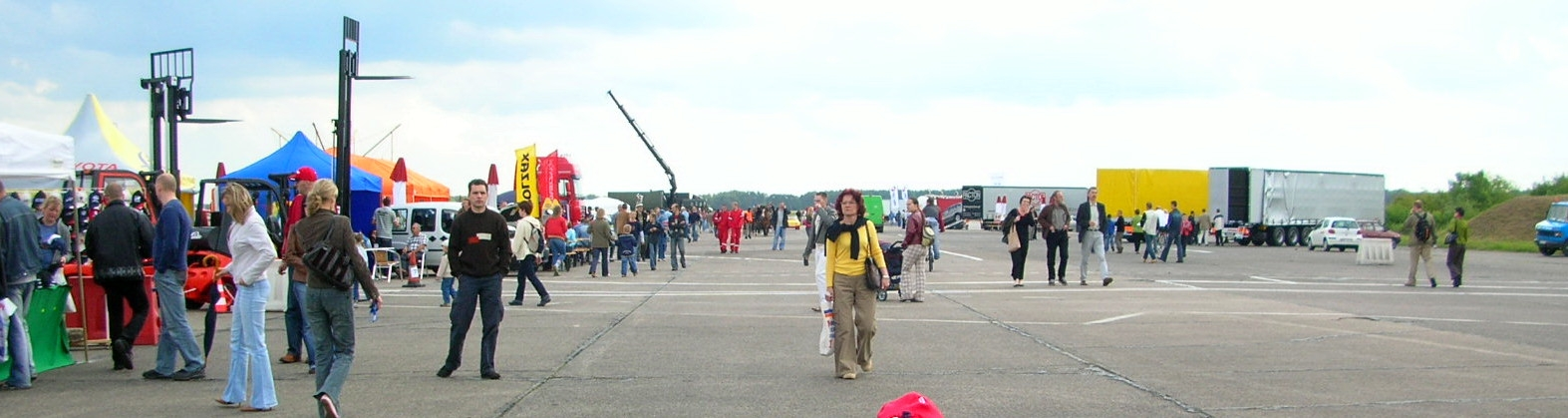